# تشومران
تشومران (بالفارسية: چومران) هي قرية تقع في قسم بسطام الريفي (مقاطعة تشايبارة) في إيران. يقدر عدد سكانها بـ 33 نسمة بحسب إحصاء 2016.